# ポンテ・カルデーラス

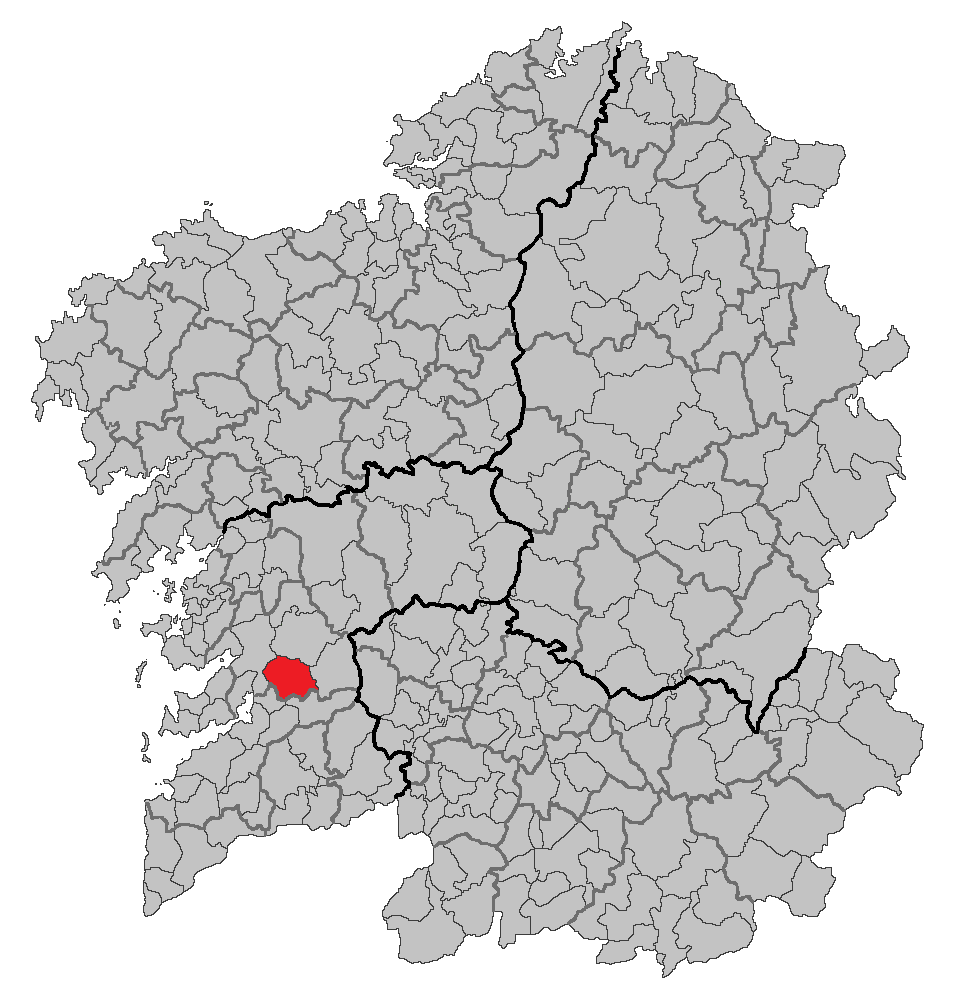
ガリシア州内の位置

ポンテ・カルデーラス（Ponte Caldelas）は、スペイン、ガリシア州、ポンテベドラ県の自治体、コマルカ・デ・ポンテベドラに属する。ガリシア統計局によると、2012年の人口は（2010年：6,371人、2009年：6,422人）である。カスティーリャ語表記はPuentecaldelas（プエンテカルデーラス）。
ガリシア語話者の自治体人口に占める割合は89.36%（2001年）。

## 地理
ポンテ・カルデーラスはポンテベドラ県の中部に位置し、コマルカ・デ・ポンテベドラに属する。隣接する自治体は、北がコトバーデ、東がア・ラマ、南がフォルネーロス・デ・モンテスとソウトマイヨール、西がポンテベドラである。自治体中心地区はポンテ・カルデーラス教区のポンテ・カルデーラス地区。 
ポンテ・カルデーラスはポンテベドラ司法管轄区に属す。

### 人口
住民は9の教区内の38の地区（集落）に居住する。
| ポンテ・カルデーラスの人口推移 1900－2010               |
|                                                         |
| 出典:INE（スペイン国立統計局）1900年 - 1991年、1996年 - |

## 交通
県都ポンテベドラからは16kmの位置にあり、PO-532号線でつながっている。また、ア・コルーニャ、サンティアゴ・デ・コンポステーラからは高速道路AP-9号線または国道N-550号線でつながっている。
主要都市からの距離は、ア・コルーニャから143km、サンティアゴから71km、ポンテベドラから16km、ビーゴから39kmである。
最寄りの空港はビーゴ空港で、およそ35kmの位置にある。

## 政治
自治体首長はガリシア国民党（PPdeG）のペルフェクト・ロドリゲス・ムイーニョス（Perfecto Rodríguez Muíños）、自治体評議員はガリシア国民党：9、ガリシア社会党（PSdeG-PSOE）：2、ガリシア民族主義ブロック（BNG）：2となっている（2011年5月22日の自治体選挙結果、得票順）。
| 1999年6月13日自治体選挙 |        |        |          |
| 政党                    | 得票数 | 得票率 | 獲得議席 |
| PPdeG                   | 2,051  | 60.68% | 8        |
| PSdeG-PSOE              | 693    | 20.50% | 3        |
| BNG                     | 617    | 18.25% | 2        |

| 2003年5月25日自治体選挙 |        |        |          |
| 政党                    | 得票数 | 得票率 | 獲得議席 |
| PPdeG                   | 1,904  | 53.54% | 7        |
| PSdeG-PSOE              | 1,013  | 28.49% | 4        |
| BNG                     | 614    | 17.27% | 2        |

| 2007年5月27日自治体選挙 |        |        |          |
| 政党                    | 得票数 | 得票率 | 獲得議席 |
| PPdeG                   | 2,161  | 58.26% | 8        |
| PSdeG-PSOE              | 1,063  | 28.66% | 4        |
| BNG                     | 454    | 12.24% | 1        |

| 2011年5月22日自治体選挙 |        |        |          |
| 政党                    | 得票数 | 得票率 | 獲得議席 |
| PPdeG                   | 2,203  | 64.66% | 9        |
| PSdeG-PSOE              | 682    | 20.02% | 2        |
| BNG                     | 476    | 13.97% | 2        |

## 名所・史跡
自治体内には多くの歴史的遺構が残されており、その中でもカストロ・バルブード教区とポンテ・カルデーラス教区のパラーダ地区にあるカストレーロ山のカストロとトウロン地区に残されているペトログリフは知られている。

## 教区
ポンテ・カルデーラスは9の教区に分けられる。太字は自治体中心地区のある教区。
- アンセウ（サント・アンドレ）
- カリテル（サンタ・マリーア）
- カストロ・バルブード（サンタ・マリーア）
- フォルサンス（サン・フィス）
- ア・インスア（サンタ・マリーニャ）
- ポンテ・カルデーラス（サンタ・エウラリア）
- タボアデーロ（サンティアーゴ）
- トウロン（サンタ・マリーア）
- シュスタンス（サン・マルティーニョ）